# Republikflucht

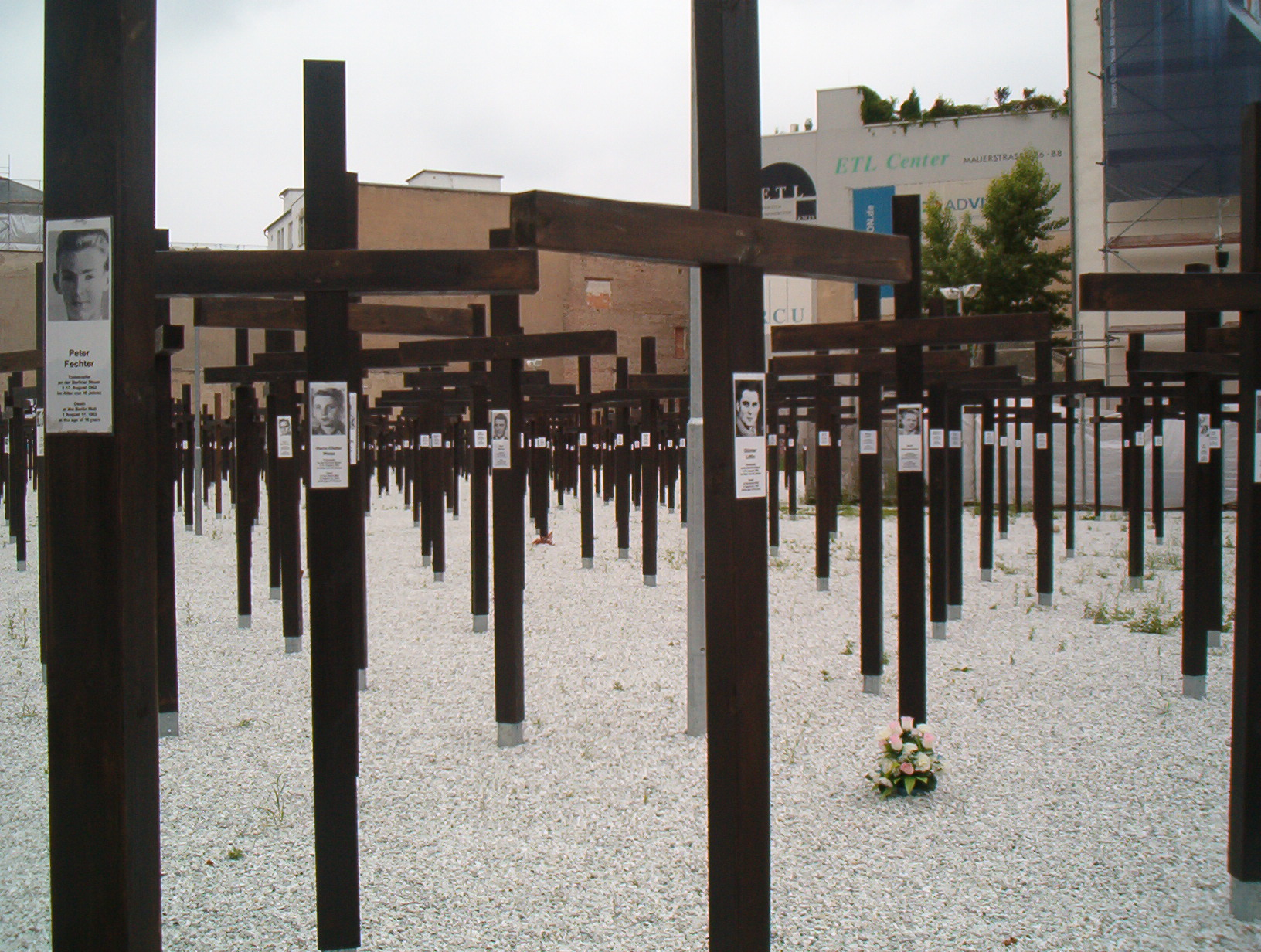
Memorial aos que morreram a tentar cruzar o Muro de Berlim perto do Checkpoint Charlie, fotografia de 2004-05.

"Republikflucht" (em alemão:  fuga da república) e "Republikflüchtling(e)" (em alemão:  fugitivos da república) era o termo coloquial na República Democrática Alemã (Alemanha Oriental) para a emigração ilegal para a Alemanha Ocidental, Berlim Ocidental e países não pertencentes ao Pacto de Varsóvia; o termo oficial era Ungesetzlicher Grenzübertritt ("passagem ilegal de fronteira"). A Republikflucht se aplicava tanto aos 3,5 milhões de alemães que migraram legalmente da zona de ocupação soviética e da Alemanha Oriental antes da construção do Muro de Berlim em 13 de agosto de 1961, quanto aos milhares que migraram ilegalmente através da Cortina de Ferro até 23 de dezembro de 1989. Estima-se que 30 000 pessoas deixaram a RDA por ano entre 1984 e 1988, e até 300 000 por ano antes da construção do Muro de Berlim em 1961.

## Legislação

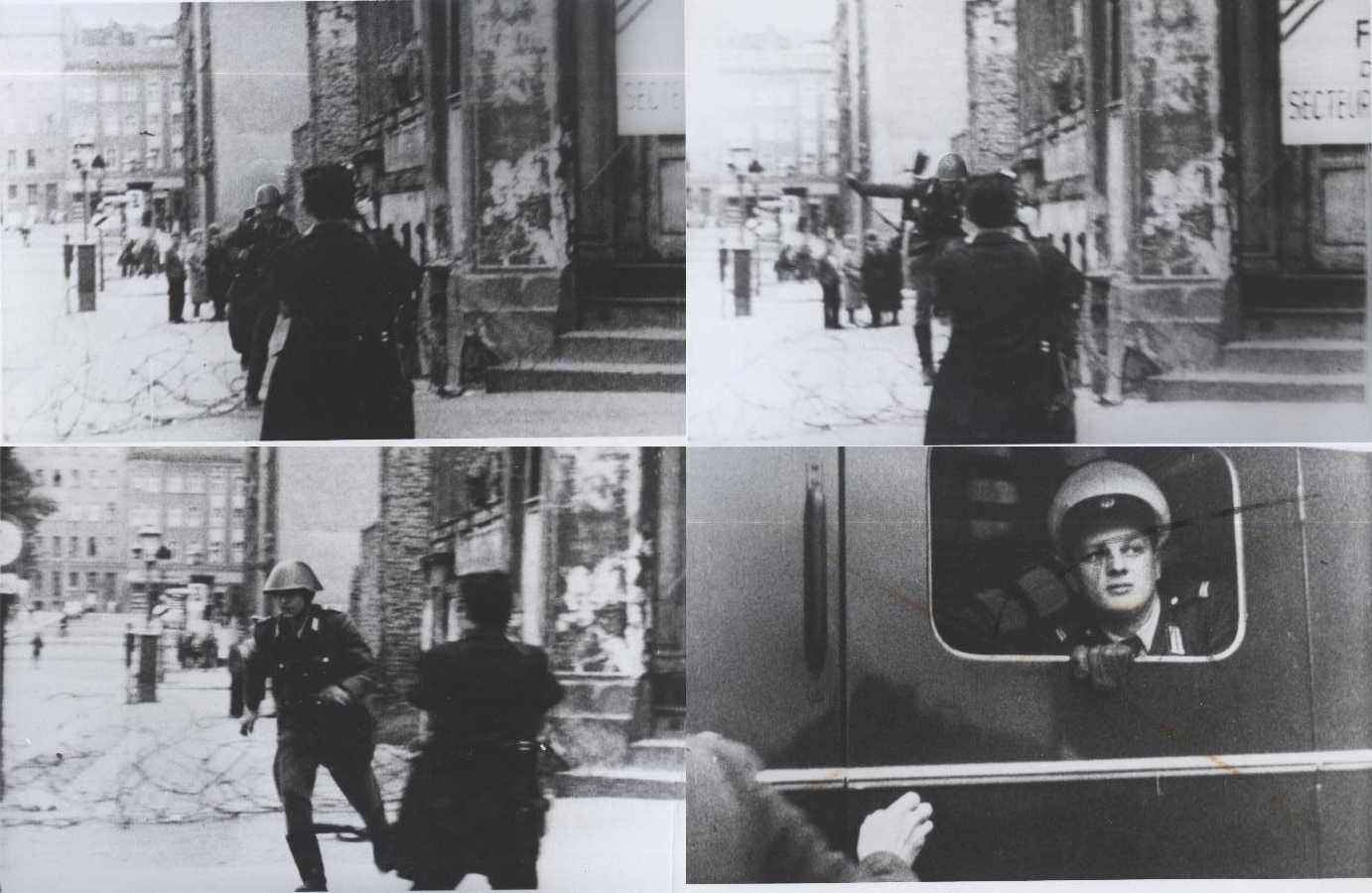
O soldado da Alemanha Oriental Conrad Schumann deserta para Berlim Ocidental durante a construção do Muro de Berlim em 1961.

Em 28 de junho de 1979, a redação do § 213 do StGB era:
(1) Cruzar ilegalmente a fronteira da República Democrática Alemã ou violar a legislação relativa à residência temporária na República Democrática Alemã, bem como o trânsito através da República Democrática Alemã é punido com prisão de até dois anos ou condenação em liberdade condicional, prisão ou multa.
(2) Não retornar a tempo, retornar ilegalmente à República Democrática Alemã ou violar as condições do governo sobre permanecer no exterior como cidadão da República Democrática Alemã também é punido.
(3) Em casos graves, o agente é punido com pena de prisão de um a oito anos. Existe um caso grave em particular, se:
1. o crime pôs em perigo a vida ou a saúde de seres humanos;
2. o crime ocorreu por porte de arma ou mediante aplicação de meios ou métodos perigosos;
3. o crime foi executado com maior intensidade;
4. o crime ocorreu por falsificação de documentos, falsas certidões, abuso de documentos ou uso de esconderijo;
5. o crime foi executado em conjunto com outros;
6. o perpetrador foi condenado por passagem ilegal de fronteira antes.

(4) A preparação e tentativa são puníveis.

## Legado
Em 1993, três anos após a reunificação alemã, o ex-líder da Alemanha Oriental Erich Honecker foi acusado de ter ordenado aos soldados que matassem pessoas que tentavam fugir. O julgamento foi adiado devido à sua saúde debilitada e ele morreu em 1994. O ex- chefe da Stasi, Erich Mielke, também foi levado a julgamento pela mesma acusação. Em novembro de 1994, no entanto, o juiz presidente encerrou o processo, determinando que o réu não estava mentalmente apto para ser julgado.